# Rue Guy-Jean Verachtert
La rue Guy-Jean Verachtert est une rue bruxelloise sans issue de la commune d'Auderghem située dans le quartier du Parc des Princes qui aboutit sur l'avenue Paul Vanden Thoren, longue de 90 mètres.

## Historique et description
Les autorités firent définitivement opposition en 1962 à un projet de construction de hauts immeubles dans ce quartier. Il fut ainsi possible de créer trois rues de plus. 
Le 30 avril 1962, ces trois rues furent baptisées rue Hubert-Jean Coenen, rue Maurice Poedts et rue G. Verachtert du nom de trois victimes de la Seconde Guerre mondiale, originaires d'Auderghem.

### Origine du nom
Le nom de cette rue vient du sergent Guy Jean Albert François Verachtert, né le 4 juin 1919 à Malines, tué en déportation le 25 avril 1941 à Gumbinnen  en Allemagne. Il était domicilié à Auderghem, avenue Théo Vanpé, numéro 70[réf. souhaitée].

## Inventaire régional des biens remarquables
- Premier permis de bâtir délivré le 6 juin 1962 pour le n° 5.